# Sylimaryna

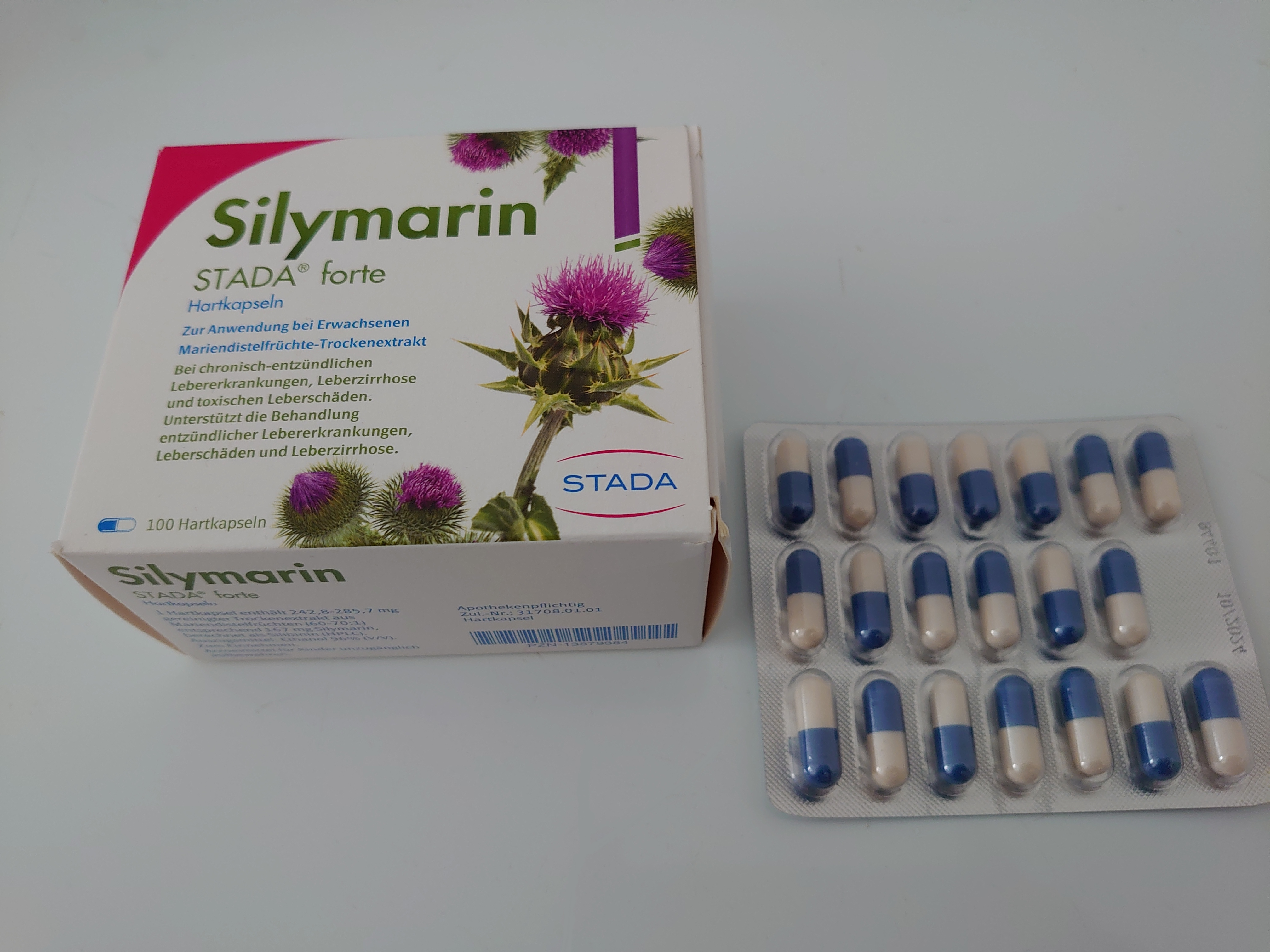
Sylimaryna

Sylimaryna – wykorzystywany w lecznictwie kompleks związków pochodzenia roślinnego, pozyskiwany z łupin nasiennych ostropestu plamistego, składający się przede wszystkim z flawonolignanów: sylibiny, izosylibiny, sylikrystyny i sylidianiny oraz flawonoidu – taksyfoliny. Zawartość sylimaryny w surowcu roślinnym wynosi 2–3%, z czego ok. 50% stanowi sylibina, a jest zależna od pochodzenia materiału biologicznego i sposobu ekstrakcji. Sylimaryna nie rozpuszcza się w wodzie, za to jest dobrze rozpuszczalna w octanie etylu i acetonie.

## Działanie
Sylimaryna wykazuje działanie przeciwzapalne, antyoksydacyjne, rozkurczowe, detoksykujące, żółciotwórcze i żółciopędne, stabilizuje strukturę błon komórkowych, obniża stężenie cholesterolu we krwi i hamuje wytrącanie się blaszek miażdżycowych, chroni wątrobę przed szkodliwym działaniem trucizn, między innymi mykotoksyn muchomora sromotnikowego, hamuje podziały komórek nowotworowych, zapobiega marskości wątroby, zapobiega wytrącaniu się złogów i kamieni żółciowych.
Sylibina jest składnikiem o największej aktywności biologicznej, a jej zawartość w stosowanych preparatach wynosi ok. 20–40%. Jednak ze względu na słabą rozpuszczalność w wodzie charakteryzuje się małą dostępnością biologiczną.
Wiele przeprowadzonych badań wskazuje na pozytywne działanie ekstraktów z ostropestu plamistego w leczeniu ostrych i przewlekłych chorób wątroby, w tym m.in. w niealkoholowej chorobie stłuszczeniowej wątroby (NAFLD). Preparaty te nawet przy dużych dawkach charakteryzują się dobrą tolerancją i brakiem istotnych działań niepożądanych.

## Dawkowanie
Sylimaryna, aby była skuteczna musi być zażywana przez długi czas (minimum miesiąc). Należy ją spożywać doustnie, w dawce 150–200 mg dziennie, najlepiej przez pół roku.